# Lohma (Schmölln)
Lohma ist ein Ortsteil der Stadt Schmölln im Landkreis Altenburger Land in Thüringen.

## Geografie
Der Ortsteil Lohma liegt nordwestlich von Nöbdenitz an der Bundesstraße 7 und nah an der südlich verlaufenden Bundesautobahn 4 im Ronneburger Acker- und Bergbaugebiet. Der Ort liegt an der Sprotte.

## Geschichte
Lohma wurde erstmals urkundlich am 23. März 1254 genannt. Im Jahr 1662 wurde der Altenburger Kanzler Wolfgang Conrad von Thumbshirn vom Herzog Friedrich Wilhelm II. für seine Verdienste mit dem erstmals im 13. Jahrhundert erwähnten Rittergut Lohma belehnt.
Lohma gehörte zum wettinischen Amt Altenburg, welches ab dem 16. Jahrhundert aufgrund mehrerer Teilungen im Lauf seines Bestehens unter der Hoheit folgender Ernestinischer Herzogtümer stand: Herzogtum Sachsen (1554 bis 1572), Herzogtum Sachsen-Weimar (1572 bis 1603), Herzogtum Sachsen-Altenburg (1603 bis 1672), Herzogtum Sachsen-Gotha-Altenburg (1672 bis 1826). Bei der Neuordnung der Ernestinischen Herzogtümer im Jahr 1826 kam der Ort wiederum zum Herzogtum Sachsen-Altenburg.
Nach der Verwaltungsreform im Herzogtum gehörte Lohma bezüglich der Verwaltung zum Ostkreis (bis 1900) bzw. zum Landratsamt Ronneburg (ab 1900). Das Dorf gehörte ab 1918 zum Freistaat Sachsen-Altenburg, der 1920 im Land Thüringen aufging. 1922 kam es zum Landkreis Gera. Im Zuge der Bodenreform wurde das Rittergut im Jahr 1945 enteignet. Nach dem Totalabriss der Gebäude wurde das Gelände an Neubauern verteilt.
Am 1. Juli 1950 wurde die Gemeinde Nöbdenitz aufgelöst und in die Nachbargemeinde Lohma eingegliedert. Diese Gemeinde wurde am 1. März 1951 in Nöbdenitz umbenannt. Bei der zweiten Kreisreform in der DDR wurden 1952 die bestehenden Länder aufgelöst und die Landkreise neu zugeschnitten. Somit kam Lohma als Ortsteil der Gemeinde Nöbdenitz mit dem Kreis Schmölln an den Bezirk Leipzig; jener gehörte seit 1990 als Landkreis Schmölln zu Thüringen und ging bei der thüringischen Kreisreform 1994 im Landkreis Altenburger Land auf. Im Jahr 2023 wohnten im Dorf 141 Personen. Durch die Eingemeindung von Nöbdenitz am 1. Januar 2019 kam Lohma an die Stadt Schmölln.

## Kultur und Sehenswürdigkeiten
Die Dorfkirche Lohma wurde 1738 als Gutsherrenstiftung gebaut. Sie ist eine rechteckige, flachgedeckte Saalkirche mit Korbbogenfenstern sowie Walmdach und Dachreiter. Restaurierungen erfolgten 1884 und 1956. Im Inneren befindet sich die letzte Orgel – und einst die größte – aus der Werkstatt Wilhelm Leberecht Herbrig (Sachsen) von 1861. Das Instrument wurde 1884 von C. E. Jehmlich, Dresden, aus Kötzschenbroda nach hier umgesetzt. Die Kirche besitzt eine bescheidene, barocke Ausstattung aus der Bauzeit.